# Provincia di Samaná
Samaná è una delle 32 province della Repubblica Dominicana. Il suo capoluogo è la città omonima.

## Geografia fisica

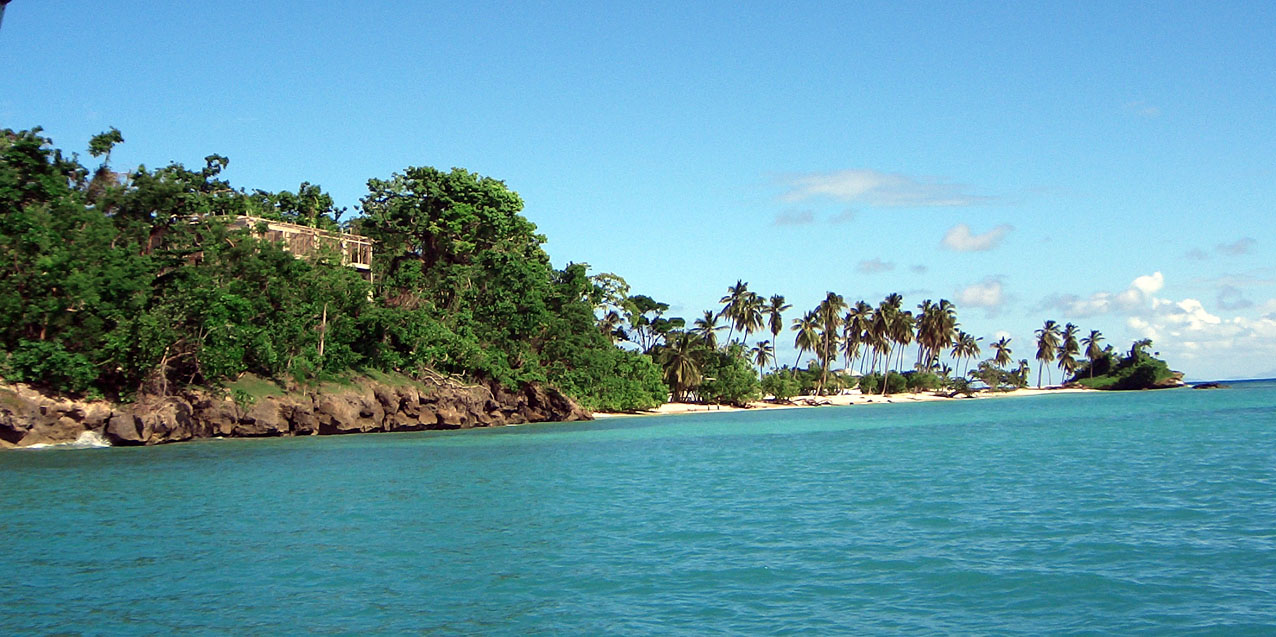
Cayo Levantado

La provincia si trova nella zona nord-orientale dello stato, ed il suo territorio è costituito quasi per intero da una penisola, omonima, che affaccia sull'Oceano Atlantico. Negli ultimi anni è stata dotata di un aeroporto internazionale e di una autostrada che collega le città di Samanà e Sanchez alla capitale Santo Domingo: sviluppi recenti della Provincia.

## Amministrazione
La provincia si suddivide in 3 comuni. Il capoluogo Samaná è ulteriormente suddiviso in 3 distretti municipali:
- Samaná (51.501 ab.)
  - Arroyo Barril
  - El Limón
  - Las Galeras
- Sánchez (26.505 ab.)
- Las Terrenas (13.869 ab.)

## Media
La provincia è stata luogo delle prime tre edizioni del reality show italiano "L'isola dei famosi".